# Octonoba rimosa
Octonoba rimosa es una especie de araña araneomorfa del género Octonoba, familia Uloboridae. Fue descrita científicamente por Yoshida en 1983.
Habita en islas Ryūkyū.